# Riviera (série télévisée, 2017)
Pour les articles homonymes, voir Riviera.
Riviera est une série télévisée franco-britannique créée par Neil Jordan, diffusée depuis le 15 juin 2017 sur Sky Atlantic.
En France, la série est diffusée depuis le 15 juin 2017 sur SFR Play et depuis le 26 août 2017 sur Altice Studio, et au Québec, à partir du 7 janvier 2020 sur Elle Fictions. Elle est rediffusée sur Numéro 23 à partir du 2 mai 2018 et sur OCS depuis le 23 avril 2020.

## Synopsis
En France, sur la Côte d'Azur (en anglais : French Riviera), Georgina voit sa vie voler en éclats lorsque son mari milliardaire est présumé mort dans l'explosion d'un yacht.

## Distribution

### Acteurs principaux
- Julia Stiles (VF : Stéphanie Lafforgue) : Georgina Clios
- Anthony LaPaglia (VF : Michel Dodane) : Constantine Clios
- Lena Olin (VF : Anne Deleuze) : Irina Clios
- Dimitri Leonidas (VF : Pascal Nowak) : Christos Clios
- Roxane Duran (VF : elle-même) : Adriana Clios
- Igal Naor : Jakob Negrescu
- Iwan Rheon (VF : Thierry D'Armor) : Adam Clios
- Nicholas Rowe (VF : Mathieu Buscatto) : Geoffrey Anderton

saison 1 seulement
- Adrian Lester (VF : Stéphane Roux) : Robert Carver
- Amr Waked (VF : Yann Guillemot) : Karim Delormes
- Vincent Perez (VF : lui-même) : Commissaire
- Daniil Vorobyov (VF : Thibaut Lacour) : Grigory Litvinov
- Phil Davis (VF : Olivier Destrez) : Jukes
- Xavier Brossard : Huc
- Nora Arnezeder : Nadia
- Agathe de La Boulaye : Isobel Delormes

introduits lors de la saison 2
- Will Arnett : Jeff
- Jack Fox : Nico Eltham
- Alex Lanipekun (en) : Raafi Al-Qadar
- Juliet Stevenson (VF : Véronique Augereau) : Lady Cassandra Eltham
- Grégory Fitoussi : Noah
- Poppy Delevingne : Daphne Eltham

introduits lors de la saison 3
- Rupert Graves : Gabriel Hirsch

 Source et légende : version française (VF) sur RS Doublage

## Épisodes
En version originale, les titres sont numérotés de un à dix.

### Première saison (2017)
Elle est diffusée du 15 juin au 17 août 2017 sur Sky Atlantic et Altice Studio.
1. Villa Carmella
2. Faussaires
3. La Chambre secrète
4. Tableaux de famille
5. Elena
6. Travail d'artiste
7. Le Don
8. La Clé
9. Œil pour œil
10. À la vue de tous

### Deuxième saison (2019)
Tournée en 2018, elle est diffusée du 23 mai au 18 juillet 2019 sur Sky Atlantic et Altice Studio.
1. J'ai vu ce que tu as fait
2. Révélations
3. À travers les portes closes
4. Renaissance
5. Triste anniversaire
6. Remords
7. Sur les ruines de nos rêves
8. Mises au point
9. Sur le chemin de la vérité
10. L'Eau et le feu…

### Troisième saison (2020)
Tournée en 2019, elle est diffusée du 15 octobre au 3 décembre 2020 sur Sky Atlantic et Altice Studio.
1. La Dolce Vita
2. Le mistral
3. Ce qui tombe à l'eau
4. Coup de grâce
5. Deux tombes
6. Yes We Can
7. Oeil pour oeil
8. Réduire au silence